# Шмидт, Мартин (геолог)
Мартин Шмидт (нем. Martin Schmidt; 12 декабря 1863, Ашерслебен — 14 января 1947, Бланкенбург, Гарц) — немецкий палеонтолог и геолог, профессор университета Штутгарта.

## Биография
Мартин Шмидт родился в семье диакона из Ашерслебена, который интересовался наукой. Мартин посещал в Ашерслебене гимназию «Stephaneum»; позже он завещал часть своей коллекции окаменелостей местному краеведческому музею. После окончания гимназии «Domgymnasium», он изучал зоологию, геологию и географию в Гейдельберге, Берлине и Геттингене, сдав в 1887 году экзамен на учителя. Затем он поступил в геологический институт Геттингена, где в 1893 году стал кандидатом наук. С 1895 по 1901 год он работал в Прусской геологической службе (Preußische Geologische Landesanstalt) и Горной академии в Берлине; в 1896 году стал членом Немецкого геологического общества.
С 1903 года Мартин Шмидт состоял в свежесозданном геологическом управлении при государственном статистическом управлении Вюртемберга в Штутгарте, где занимался геологическим картированием и оставил 15 карт в масштабе 1:25000. В 1907 году он защитил докторскую диссертацию по географии района Фройденштадт. С 1912 года он также преподавал — в качестве экстраординарного профессора палеонтологии — в Техническом университете Штутгарта. Во время Первой мировой войны Шмидт был капитаном резерва, воевал на фронте. В 1918 году он стал директором коллекции «Württembergische Naturaliensammlung» в Штутгарте и ее геологическим куратором — стал преемником Курта Ламперта. Вышел на пенсию в 1925 году. На пенсии проживал в Тюбингене и Кведлинбурге, а с 1935 года — в родном Ашерслебене; продолжал научную деятельность — писал многочисленные статьи. Шмидт всю жизнь оставался холостяком и умер у своих родственников по материнской линии в Бланкенбурге.

## Работы
- Über Ammonoideen des Wellengebirges. In: Zeitschrift der Deutschen Geologischen Gesellschaft, 57, 1905, S. 334—336.
- Labyrinthodontenreste aus dem Hauptkonglomerat von Altensteig im württembergischen Schwarzwald. In: Mitteilungen der Geologischen Abteilung des K. Württembergischen Statistischen Landesamts No. 2, 1 Tafel, Stuttgart 1907, S. 1-10.
- Das Wellengebirge der Gegend von Freudenstadt. Mitteilungen der Geologischen Abteilung des K. Württembergischen Statistischen Landesamts No. 3, 99 S., 2 Tafeln, Stuttgart 1907.
- Ceratites antecedens und die Abstammung der Nodosen. In: Centralblatt für Mineralogie, Geologie und Paläontologie, 1907, S. 528—533.
- Die Lebewelt unserer Trias, 2 Bände, Öhringen: Hohenlohesche Buchhandlung Ferdinand Rau 1928 (Nachtrag 1938), Nachdruck Hennecke 2000 (461 + 144 Seiten).
- Ueber die Ceratiten von Olesa bei Barcelona. In: Bulleti de la Institucio Catalana d’Historia Natural 2, 127, 9, 1932, S. 195—221.
- Über Ceratites antecedens und verwandte Formen. In: Jahrbuch der preußischen geologischen Landes-Anstalt, 55, Berlin 1935, S. 198—212, Tafel 13.